# Menhir d'Arnac
Le menhir d'Arnac est un menhir situé à Cieux, en France.

## Localisation
Le menhir est situé dans le département français de la Haute-Vienne, sur la commune de Cieux, à l'ouest du hameau de Ceinturat.
Le menhir de Ceinturat est situé à 1600 m au nord-ouest.

## Historique
Le menhir est inscrit au titre des monuments historiques le 15 avril 1987.

## Galerie

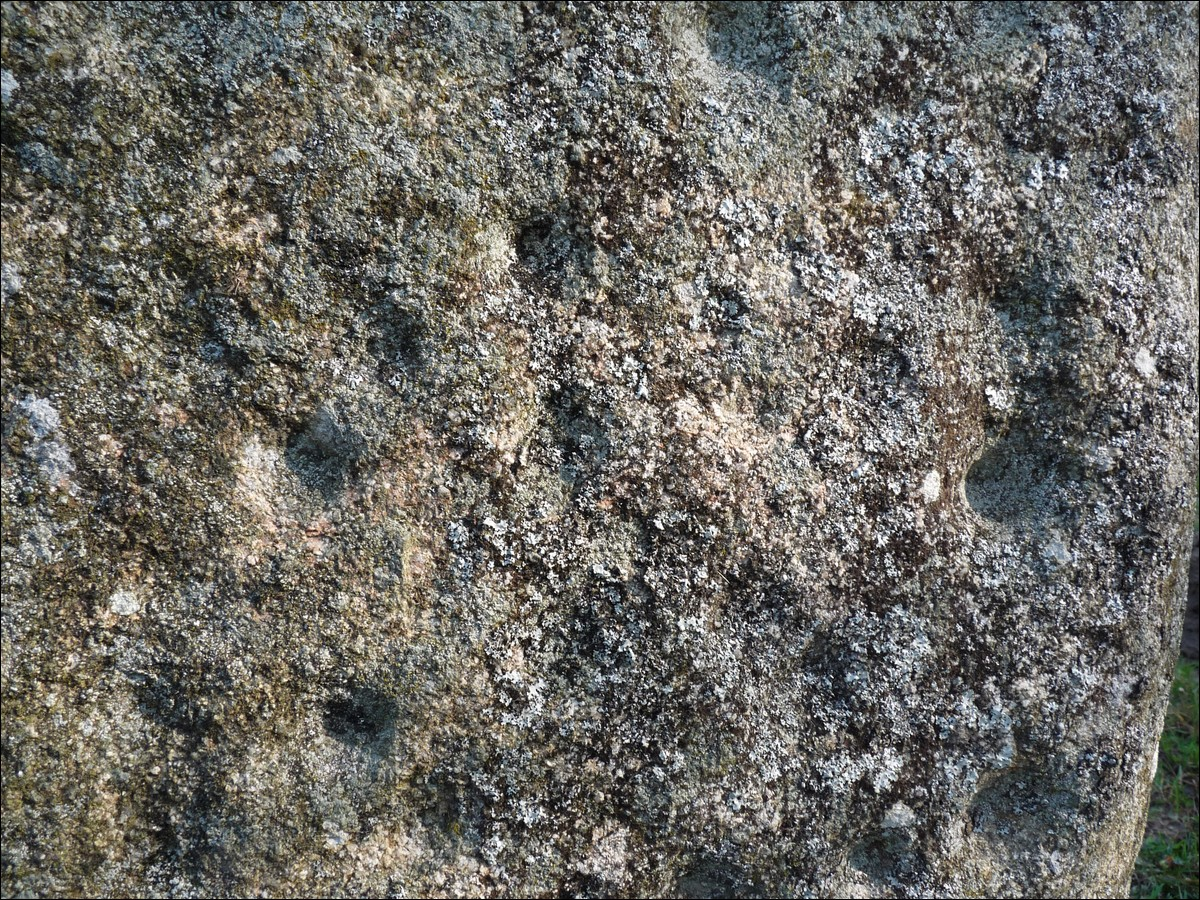
Détail des cupules du menhir d'Arnac